# 2013–2014-es szlovák labdarúgó-bajnokság (első osztály)
A 2013–2014-es szlovák labdarúgó-bajnokság (hivatalos nevén Corgoň liga) a szlovák labdarúgó-bajnokság legmagasabb szintű versenyének 21. alkalommal megrendezett bajnoki éve volt. A pontvadászat 12 csapat részvételével, 2013. július 12-én indult és 2014. május 31-én ért véget.
A bajnoki címet a Slovan Bratislava szerezte meg, mely a klub történetének 8. bajnoki címe. Az FC Nitra kiesett az élvonalból.

## A bajnokság rendszere
A pontvadászat 12 csapat részvételével zajlott, a csapatok a őszi-tavaszi lebonyolításban három teljes körös rendszerben mérkőznek meg egymással. Minden csapat minden csapattal háromszor játszik, kétszer pályaválasztóként, egyszer idegenben, vagy ennek ellentéteként egyszer pályaválasztóként, kétszer pedig idegenben.
A pontvadászat végső sorrendjét a 33 bajnoki forduló eredményei határozták meg a szerzett összpontszám alapján kialakított rangsor szerint. A mérkőzések győztes csapatai 3 pontot, döntetlen esetén mindkét csapat 1-1 pontot kaptak. Vereség esetén nem járt pont.
Azonos összpontszám esetén a bajnokság sorrendjét az alábbi szempontok alapján határozTák meg:
1. az egymás ellen játszott bajnoki mérkőzések pontkülönbsége;
2. az egymás ellen játszott bajnoki mérkőzések gólkülönbsége;
3. az egymás ellen játszott bajnoki mérkőzéseken szerzett gólok száma;
4. a bajnoki mérkőzések gólkülönbsége;
5. a bajnoki mérkőzéseken szerzett gólok száma;

A bajnokság győztese lett a 2013–14-Es szlovák bajnok, az utolsó helyen végzett csapat pedig kiesett a másodosztályba.

## Változások a 2012–2013-as szezont követően
Búcsúzott az élvonaltól
- Tatran Prešov 12. helyezettként

Feljutott az élvonalba
- Dunajská Streda, a másodosztály győzteseként

## Részt vevő csapatok
| Csapat                | Székhely       | Stadion                     | 2012–13     |
| --------------------- | -------------- | --------------------------- | ----------- |
| AS Trenčín            | Trencsén       | na Sihoti Stadion           | 3.          |
| Dukla Banská Bystrica | Besztercebánya | SNP Stadion                 | 10.         |
| Dunajská Streda       | Dunaszerdahely | DAC Stadion                 | 1. (II. o.) |
| Košice                | Kassa          | Lokomotíva Stadion          | 5.          |
| Nitra                 | Nyitra         | pod Zoborom Stadion         | 9.          |
| Ružomberok            | Rózsahegy      | MFK Ružomberok Stadion      | 6.          |
| Senica                | Szenice        | FK Senica Stadion           | 2.          |
| Slovan Bratislava     | Pozsony        | Pasienky Stadion            | 3.          |
| Spartak Myjava        | Miava          | Myjava Labdarúgó Stadion    | 4.          |
| Spartak Trnava        | Nagyszombat    | Antona Malatinského Stadion | 11.         |
| ViOn Zlaté Moravce    | Aranyosmarót   | FC ViOn Stadion             | 8.          |
| Žilina                | Zsolna         | pod Dubňom Stadion          | 7.          |

## A bajnokság végeredménye
| #   | Csapat                | M  | GY | D | V  | G+ – G– | GK  | P  | Megjegyzések |
| --- | --------------------- | -- | -- | - | -- | ------- | --- | -- | ------------ |
| 1.  | Slovan BratislavaCV   | 33 | 24 | 3 | 6  | 63–32   | +31 | 75 | SVK          |
| 2.  | AS Trenčín            | 33 | 19 | 6 | 8  | 74–35   | +39 | 63 |              |
| 3.  | Spartak Trnava        | 33 | 16 | 5 | 12 | 47–42   | +5  | 53 |              |
| 4.  | Ružomberok            | 33 | 15 | 5 | 13 | 56–51   | +5  | 50 |              |
| 5.  | Košice                | 33 | 13 | 7 | 13 | 41–40   | +1  | 46 |              |
| 6.  | Senica                | 33 | 13 | 7 | 13 | 45–47   | −2  | 46 |              |
| 7.  | Spartak Myjava        | 33 | 13 | 6 | 14 | 45–54   | −9  | 45 |              |
| 8.  | Dukla Banská Bystrica | 33 | 11 | 9 | 13 | 48–48   | 0   | 42 |              |
| 9.  | Žilina                | 33 | 11 | 7 | 15 | 49–50   | −1  | 40 |              |
| 10. | ViOn Zlaté Moravce    | 33 | 11 | 5 | 17 | 36–47   | −11 | 38 |              |
| 11. | Dunajská StredaÚ      | 33 | 8  | 8 | 17 | 28–57   | −29 | 32 |              |
| 12. | Nitra                 | 33 | 8  | 9 | 16 | 21–41   | −20 | 33 | 1. Liga      |

Forrás: soccerway.com (angolul) 
A rangsorolás alapszabályai: 1. összpontszám, 2. egymás elleni eredmények összpontszáma, 3. gólkülönbség, 4. szerzett gólok száma.
(B): Bajnokcsapat, (K): Kieső csapat, (F): Feljutó csapat, (I): Kupainduló, (R): A rájátszás győztese, (KGY): Kupagyőztes

### Eredmények
|                     | AST     | DAC     | Duk     | Koš     | Nit     | Ruž     | Sen     | SlB     | SpM     | SpT     | ViO     | Žil     |
| ------------------- | ------- | ------- | ------- | ------- | ------- | ------- | ------- | ------- | ------- | ------- | ------- | ------- |
| AS Trenčín          | –––     | 6-0 3-0 | 3-1     | 5-0     | 4-0 1-1 | 0-1 3-0 | 2-0     | 4-2 0-1 | 2-3 4-1 | 2-2     | 5-0     | 2-1     |
| DAC Dunajská Streda | 1-0     | –––     | 1-1 4-0 | 0-0     | 1-0 1-1 | 2-0     | 0-2     | 1-2     | 0-3     | 1-4 1-0 | 0-1 1-0 | 0-1 2-1 |
| Dukla B.B.          | 2-2     | 5-1     | –––     | 1-0 0-1 | 4-0 0-0 | 0-1     | 3-1     | 2-4 1-2 | 1-0     | 0-0     | 2-1     | 3-3 4-1 |
| Košice              | 0-1 1-1 | 4-1 2-1 | 3-1     | –––     | 4-2 1-0 | 2-2 1-2 | 3-1     | 0-1 0-2 | 2-1     | 1-3     | 2-0 0-0 | 1-0     |
| Nitra               | 1-1     | 0-0     | 2-0     | 2-3     | –––     | 3-3 3-1 | 1-0 2-0 | 1-2     | 0-1 3-0 | 0-1 3-0 | 2-3 0-3 | 0-2     |
| Ružomberok          | 1-2     | 2-0 2-1 | 2-1 0-1 | 0-3     | 4-0     | –––     | 1-1 0-0 | 2-3     | 0-3 5-0 | 3-2 0-2 | 1-3     | 2-2 3-2 |
| Senica              | 3-1 2-1 | 4-0 3-3 | 1-1     | 1-0 3-2 | 2-1     | 2-1     | –––     | 0-2     | 3-1     | 2-1 0-1 | 2-1     | 2-1 1-4 |
| Slovan Bratislava   | 0-3     | 1-1 2-1 | 2-0     | 1-1     | 5-0 2-1 | 3-2 1-2 | 1-0 2-0 | –––     | 5-0 0-1 | 2-0     | 2-0     | 2-1     |
| Spartak Myjava      | 1-3     | 4-1 1-1 | 0-4 2-1 | 1-0 0-1 | 4-0     | 0-3     | 2-2 2-0 | 2-2     | –––     | 6-2 0-3 | 2-2     | 1-1     |
| Spartak Trnava      | 2-1 3-1 | 1-2     | 2-1 4-0 | 0-0 1-0 | 0-0     | 1-4     | 1-0     | 1-3 1-2 | 0-1     | –––     | 3-2     | 1-0 3-1 |
| ViOn Zlaté Moravce  | 1-3     | 1-0     | 0-0 1-3 | 1-1     | 3-0     | 1-3 1-0 | 2-2 2-1 | 0-2     | 1-0 1-2 | 2-0 1-2 | –––     | 2-0     |
| Žilina              | 1-3 0-1 | 0-0     | 1-2     | 2-0 3-2 | 4-4 3-0 | 2-3     | 1-3     | 2-0     | 1-0     | 0-0     | 3-1 1-0 | –––     |

## A góllövőlista élmezőnye
| # | Játékos         | Klub                                 | Gólok |
| - | --------------- | ------------------------------------ | ----- |
| 1 | Tomáš Malec     | AS Trenčín                           | 14    |
| 2 | Léandre Tawamba | Ružomberok                           | 13    |
| 2 | Juraj Piroska   | Senica                               | 13    |
| 4 | Pavel Fořt      | Slovan Bratislava                    | 12    |
| 4 | Róbert Vittek   | Slovan Bratislava                    | 12    |
| 6 | Miloš Lačný     | Ružomberok                           | 11    |
| 6 | Štefan Pekár    | Spartak Myjava                       | 11    |
| 6 | Pavol Jurčo     | Dukla Banská Bystrica (8) Žilina (3) | 11    |
| 9 | Gino van Kessel | AS Trenčín                           | 10    |
| 9 | Tomáš Ďubek     | Ružomberok                           | 10    |